# Relazione simmetrica
In matematica, una relazione binaria R in un insieme X è simmetrica se e solo se, presi due elementi qualsiasi a e b, vale che se a è in relazione con b allora anche b è in relazione con a. In simboli:
{\displaystyle \forall a,b\in X,\ aRb\Rightarrow bRa}
Ad esempio, "è sposato/a con" è una relazione simmetrica, mentre "è figlio di" non lo è.
Una relazione di simmetria che è anche transitiva e riflessiva è una relazione di equivalenza.

## Relazioni asimmetriche
Una relazione R in X è asimmetrica se e solo se, presi comunque due elementi a e b in X, se a è in relazione con b allora b non è in relazione con a. In simboli:
{\displaystyle \forall a,b\in X,\ aRb\;\Rightarrow \;\lnot (bRa)}
Si noti che dire che una relazione non è simmetrica non equivale a dire che è asimmetrica; l'asimmetria è una condizione più forte della semplice non simmetria, pertanto esistono delle relazioni che non sono né simmetriche né asimmetriche.

## Relazioni antisimmetriche
Una relazione R in X è detta invece antisimmetrica se, presi comunque due elementi a e b in X, se a è in relazione con b e b è in relazione con a, allora a = b. In simboli:
{\displaystyle \forall a,b\in X,\ aRb\land bRa\;\Rightarrow \;a=b}
Un esempio di relazione antisimmetrica può essere quella di "essere minore o uguale a" tra numeri, infatti l'unico caso in cui valga {\displaystyle a\leq b} e {\displaystyle b\leq a} è che a e b siano uguali.
Una relazione antisimmetrica che è anche transitiva e riflessiva è una relazione d'ordine (largo).
Dire che una relazione è antisimmetrica e irriflessiva è equivalente a dire che è asimmetrica.
Si noti che l'antisimmetria non è l'opposto della simmetria. Ci sono infatti relazioni che sono simmetriche e non antisimmetriche (come la congruenza modulo n), relazioni antisimmetriche e non simmetriche ("è minore o uguale a"), ma anche relazioni sia simmetriche che antisimmetriche (come l'uguaglianza) o né simmetriche né antisimmetriche (la divisibilità fra interi).